# Préfecture du prétoire d'Orient
280 – VIIe siècle
La préfecture du prétoire d'Orient (latin: praefectura praetorio Orientis, grec: ἐπαρχότης/ὑπαρχία τῶν πραιτωρίων τῆς ἀνατολῆς) était l’une grandes divisions administratives de l’Empire romain tardif. Comprenant la plus grande partie de l’Empire romain d’Orient (Grèce continentale, Asie mineure et, pendant un certain temps, Égypte), sa capitale était Constantinople et son préfet du prétoire était le deuxième personnage en importance de l’empire, servant de premier ministre à l’empereur.

## Contexte historique

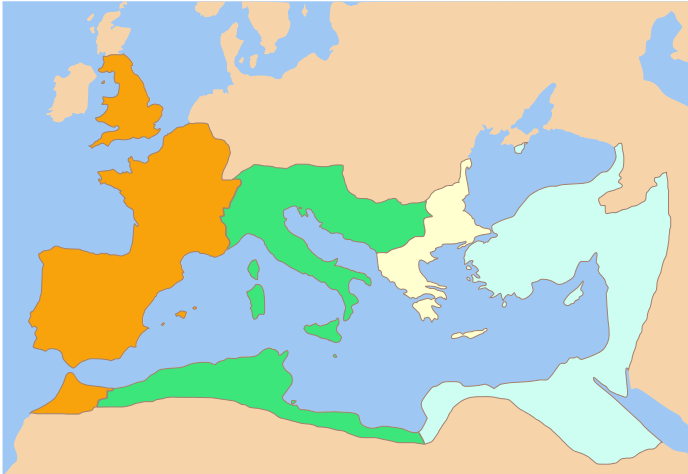
Partage de l’Empire romain entre les césars nommés par Constantin Ier : de l’ouest à l’est, les territoires de Constantin II, Constant Ier, Flavius Dalmatius et Constance II.

Les provinces romaines font leur apparition au lendemain de la première guerre punique, alors que la République romaine s'étend hors de la péninsule italienne. La Sicile (à l’exception de Syracuse) devint ainsi la première province en 241 av. J.-C. et sera bientôt suivie après la guerre des Mercenaires par la Corse-Sardaigne en 227 av. J.-C.,. Après les conquêtes d’Auguste et de ses successeurs, le nombre de provinces ne cessera d'augmenter; d’une dizaine à la mort d’Auguste, elles seront quarante-sept sous Dioclétien (r. 284-305). Ce dernier empereur en doublera le nombre, scindant les provinces existantes en unités plus petites (elles passent de 47 à 85) ,, pour les regrouper vers 297 en douze diocèses gérés par des « vicaires ». Les diocèses où l’on parlait habituellement latin (Gaules et Italie) furent confiés à son coempereur, Maximien (r. 286 – 305), assisté d’un césar, Constance Chlore, jusque-là son préfet du prétoire. Les diocèses étaient à leur tour regroupés au sein de « préfectures du prétoire » dont les principales furent la préfecture du prétoire des Gaules, celle d’Italie (dont le nom variera), celle d’Orient et celle d’Illyricum.

## Histoire

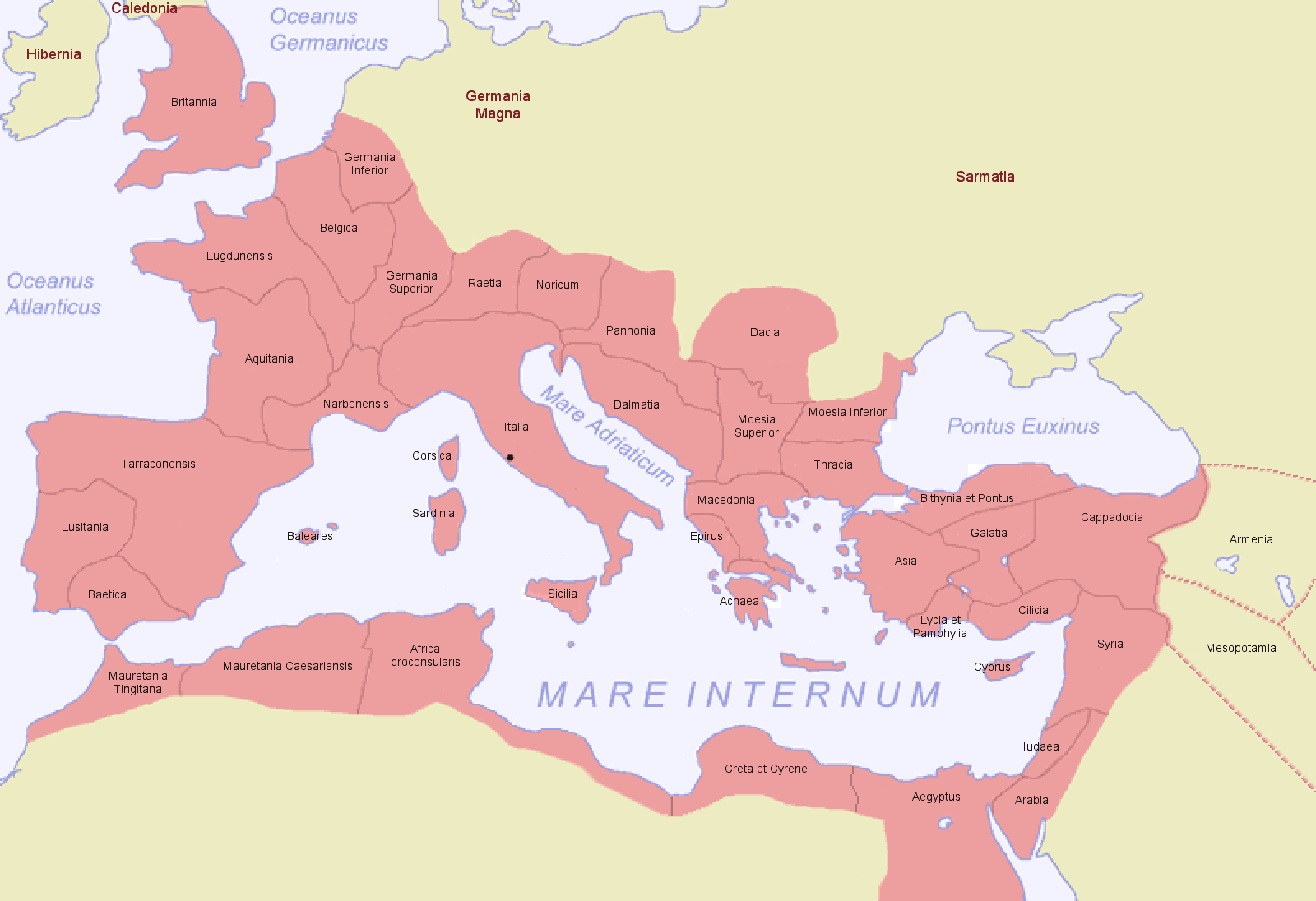
Carte des provinces romaines en 116.

### Dioclétien, Constantin et ses fils
Poursuivant les réformes administratives de Dioclétien, Constantin acheva la séparation des carrières militaire et civile. Le préfet du prétoire perdit le commandement des armées au profit d’un dux, choisi parmi les officiers militaires, et devint essentiellement un administrateur civil. Il est difficile d’établir précisément à quel moment se fit la transformation de ce qui était jusque-là une fonction militaire (préfet du prétoire) en une juridiction territoriale (préfecture du prétoire). Selon l’historien Zosime, les préfectures auraient été créées par Constantin en 218 ou 224. Pour les historiens T.D. Barnes et Cécile Morrisson, il s’agit là d’un anachronisme; en effet, à la mort de Constantin, lorsque ses trois fils survivants se partagèrent l’empire, chacun continua à avoir son propre préfet du prétoire servant de chef d’État-major. Ce n’est que vers le milieu du IVe siècle que les préfectures se seraient transformées progressivement en juridictions administratives,. Ainsi naquirent les préfectures des Gaules à l’Ouest, d’Italie au centre et d’Orient à l’Est.
La préfecture du prétoire d’Orient étant située à Constantinople, son préfet agira dans l’ombre de l’empereur dont il deviendra progressivement le bras droit ou, pour utiliser une appellation contemporaine, le « premier ministre ». Selon les mots du byzantiniste A.H.M. Jones, le préfet était « une sorte de grand vizir, l’assistant immédiat de l’empereur jouissant d’une autorité étendue dans presque toutes les sphères du gouvernement, que ce soit militaire, judiciaire ou fiscale.
À la mort de Constantin Ier, Constance II (r. 337-361) se vit attribué en 337 la partie orientale de l’empire menacée par les Sassanides du roi des rois Chapour II (r. 309-379) à laquelle s’ajouta le diocèse de Thrace ainsi, semble-t-il, qu’une partie de celui de Mésie alors que le reste de ce diocèse sera joint à la part du jeune Constant Ier. C’est sans doute après ce partage que les quatre préfectures du prétoire deviendront des administrations territoriales; après la victoire de Constance II sur Magnence la préfecture d’Orient regroupera les diocèses d'Orient, d'Asie et du Pont. Les deux premiers préfets d’Orient attestés sous ce règne furent Strategius Musonianus (354-358) et Hermogenes (358-360).

### Sous Julien
Le court règne de Julien (r. 361-363) fut marqué par les tentatives de cet empereur de démanteler le système administratif mis en place par Constantin Ier en diminuant le rôle du gouvernement central tout en augmentant celui des villes. Un de ses premiers gestes fut de nommer comme préfet d’Orient Salutius Secundus qui avait été préfet des Gaules sous Constance II. Celui-ci accompagna l’empereur dans la campagne contre les Perses au cours de laquelle l’empereur fut tué. Le haut commandement militaire lui proposa alors la couronne, chose que Salutius refusa plaidant son grand âge et la maladie; la pourpre échut à Jovien (r. 363-364), . Après le retour de Perse Salutius devait reprendre la fonction de préfet d’Orient et conserver ce poste sous le règne de Jovien, puis sous celui de Valens (coempereur en Orient 364-378) lorsqu’il sera remplacé selon Ammien Marcellin par Nébridius .
Frère de l’empereur Valentinien Ier (r. 364-375), Valens (r. 364-378) hérita de la partie orientale d'un Empire qui venait de perdre ses possessions en Mésopotamie et en Arménie au profit des Sassanides ainsi que la perte de tous ses droits sur une grande partie de l'Anatolie, amputant profondément la préfecture d’Orient. Sa priorité fut donc de marcher vers l’est pour y rétablir la souveraineté de Constantinople. Mais à peine avait-il quitté sa capitale, qu’un parent de Julien, Procope, fut acclamé empereur avec l’appui des troupes de Thrace qui faisait partie du même prétoire, lesquelles étaient appuyées par les Wisigoths d’Athanaric établis de l’autre côté du Rhin. Il réussit à mettre un terme à la révolte de Procope et, au prix d’une campagne de trois ans (367-369), de celle des Wisigoths. Il s’établit alors à Antioche dans le diocèse d’Asie d’où il put expédier des troupes pour reprendre les territoires d’Arménie et d’Ibérie pris par les Perses. Mais dès 375 il dut à nouveau tourner son attention vers la Thrace où les Ostrogoths refoulés par les Huns et les Wisigoths réunis se présentent en masse à la frontière de l'Empire. Valens tenta mais en vain de s’opposer à leur arrivée dans la riche région agricole de Thrace. Il quitta alors Antioche en 377, mais périt le 9 août 378 lors de la désastreuse bataille d'Andrinople ,.

### Sous Gratien et Théodose
Auguste depuis 367, Gratien (r. 367-383) succéda à son père Valentinien Ier en 375. Sachant qu’il ne pouvait venir seul à bout des différents dangers qui menaçaient l’empire, il nomma en 379 un général espagnol du nom de Théodose (r. 379-395) pour gouverner non seulement la préfecture du prétoire d’Orient, mais aussi la nouvelle préfecture d’Illyricum formée des diocèses de Dacie et de Macédoine, jusque-là partie de la préfecture d’Italie-Illyricum-Égypte, car ces deux diocèses étaient tout comme la Thrace menacés par les Goths.
Son premier objectif fut de stabiliser les frontières, d'abord celle du nord avec les Goths puis celle de l’est avec les Sassanides. Avec l’aide de Gratien, Théodose réussit en 380 à arrêter les Wisigoths en Thrace et en Illyricum, et accepta d’installer une partie des Ostrogoths en Pannonie pendant que lui-même quittait Thessalonique pour s’installer à Constantinople qui devint sa résidence quasi-permanente. Plusieurs mois de négociations furent nécessaires avant de parvenir à un traité avec les Goths en 382 qui stabilisait suffisamment la situation pour qu’il remette la juridiction de l’Illyricum à Gratien. Cette paix lui permit aussi de se tourner vers la Perse où la mort de Chapour en 379 conduisit à un apaisement de la situation. Une paix fut conclue en 387, laquelle laissait toutefois la plus grande partie de l’Arménie sous protectorat perse, le reste du territoire étant administré par les Romains, mais par l’intermédiaire d’une administration locale,.
La mort de Gratien en 383 laissait Théodose seul Auguste. Il dut revenir en Occident en 388 pour mettre fin à l’usurpation de Magnus Maximus qui, après avoir défait Gratien, s'était emparé de toute la préfecture des Gaules et occupait Rome et l'Italie entière au détriment de Valentinien II. Après avoir défait Maximus, Gratien restera jusqu’en 391 à Milan. La gestion de l’Orient fut laissée pendant ce temps à son fils ainé, Arcadius (r. 383-408), nommé Auguste en 383. Âgé de 11 ans, Arcadius dut s’en remettre à son préfet du prétoire, Maternus Cynegius (préfet 384 – 388), un chrétien fanatique.
En 380, les empereurs Théodose Ier pour l’Orient et Gratien pour l’Occident, tous deux chrétiens, avaient fait du christianisme la religion officielle de l’État par l’ « Édit de Thessalonique »; le paganisme restait cependant la religion des intellectuels, sophistes et écrivains (Libianos, Ausone, Claudien). Surtout chez les Grecs, le paganisme représentait la vraie culture que Julien avait tenté de restaurer. D’origine espagnole comme Théodose, Cynegius Maternus, se distingua par son antisémitisme et son zèle à détruire les temples païens. Cynegius étant mort, le jeune Arcadius prit en 388 comme préfet un païen avéré, Flavius Eutolmius Tatianus, dont les lois sans représenter un retour au paganisme étaient vues comme anticléricales. Revenu en Orient en 391, Théodose remplaça Tatianus par un ardent chrétien, Flavius Rufinus qui fit exiler Tatianus pour détournement de fonds et publia en novembre 392 une condamnation totale du paganisme non seulement officiel, mais également privé .

### Sous Arcadius
Théodose devait être le dernier empereur de l’empire unifié. À sa mort en 395, Arcadius qui n’avait que dix-huit ans devint seul empereur en Orient, pendant que son frère Honorius, d’une année plus jeune, régnait en Occident sous la tutelle du magister militum, Stilicon. Facilement influençable, Arcadius conserva Rufinus comme préfet du prétoire. Une lutte d’influence commença alors entre le préfet d’Orient et le magister militum d’Italie, véritables maitres de leurs empires respectifs. Leur conflit eut comme toile de fond l’invasion de la Thrace par les Wisigoths d’Alaric et le mariage d’Arcadius. Le préfet Rufinus espérait qu’Arcadius épouserait sa fille. Mais le chambellan de l’empereur, Eutropius, présenta à celui-ci une jeune fille en partie d’origine germanique, Eudoxie, dont Arcadius devint follement épris. Stilicon s’étant porté avec ses armées au-devant des Wisigoths, Eutrope craignit de se voir remplacé par Stilicon qui affirmait s’être vu confié par Théodose la double tutelle d’Honorius et d’Arcadius; il persuada l’empereur de déclarer Stilicon ennemi public, pendant que lui-même s’entendait avec Alaric qu’il installa en Épire, à la frontière entre l’est et l’ouest, lui donnant le titre de magister militum per Illyricum. Se tournant alors contre les Huns qui avaient envahi l’Anatolie, il dirigea une campagne victorieuse contre eux et fut récompensé étant nommé au consulat en 399 .

### Flavius Anthemius
Un autre préfet du prétoire devait marquer la scène politique à la fin du règne d’Arcadius et au début de celui de Théodose II (r. 402-450), et illustrer l’étendue des pouvoirs du préfet du prétoire de l’époque : Flavius Anthemius (préfet 405-414), petit-fils de Flavius Philippus, lui-même préfet en 346. Bien en vue à la cour, il fut nommé comes sacrarum largitionum (litt : comte des largesses sacrées) vers 400 et magister officiorum (litt : maitre des offices) en 404. À la mort de l’impératrice Eudoxie il fut nommé préfet du prétoire d’Orient, poste qu’il devait détenir plus longtemps qu’aucun prédécesseur. À ce titre il dut défendre l’intégrité du territoire contre de nombreux ennemis, dont Stilicon à l’ouest toujours désireux de reprendre le contrôle de l’Illyricum grâce au nouveau magister militum per Illyricum, Alaric,, ainsi que contre les Isauriens qui dévastaient les provinces sud de l’Asie mineure .
Lorsqu’Arcadius mourut en 408, son fils, Théodose II, n’avait que sept ans. Flavius Anthemius devint alors le véritable régent de l’empire, demeurant en poste jusqu’en 414. Il conclut un nouveau traité de paix avec la Perse sassanide et, après la mort de Stilicon, put restaurer des relations harmonieuses entre les cours de Constantinople et de Ravenne. Après avoir repoussé une invasion des Huns en 409, il renforça la flotte sur le Danube qui protégeait les provinces de Mésie et de Scythie ,.
Sur le plan intérieur, il réorganisa l’approvisionnement en grain de Constantinople, lequel venait principalement d’Égypte et relevait du préfet de la Ville. Des disettes avaient eu lieu en raison du manque de navires de transport, qui provoquèrent une famine en 408. Il réorganisa le transport du grain dès 409 et fit remise de taxes aux transporteurs, vit à diversifier les sources d’approvisionnement et créa un fonds d’urgence pour l’achat et la distribution de grain aux citoyens  ,  La même année, il prit des mesures pour assurer une levée des taxes plus régulière et en 414 fit une remise générale d’impôts en retard pour les années 368-407 .
Enfin, alors que Constantinople débordait de plus en plus des limites fixées par Constantin le Grand et pour parer au danger que représentaient les Huns, il initia la construction d’un nouveau mur de ceinture de la ville, à l’ouest du précédent, lequel s’étendait de la mer de Marmara au nouveau développement des Blachernes près de la Corne d’Or. Ce nouveau mur, connu sous le nom de mur de Théodose doublait pratiquement la surface de la cité et fut terminé en 413,.
En 442, la guerre avec la Perse prit fin et la frontière fut fixée entre les deux empires qui devaient maintenant faire face à un ennemi commun : les Huns d’Attila. Après avoir envahi le diocèse de Dacie, ceux-ci se dirigèrent vers la Thrace dont ils pillèrent toutes les grandes villes sauf Andrinople et Constantinople. Toutefois, contrairement aux Goths avant eux, les Huns pillaient et exigeaient tribut, mais ne songeaient guère à s’implanter en territoire conquis; dès 449, Attila abandonnera l’Orient pour porter son dévolu sur l’empire d’Occident .
Avec la mort de Théodose II, l’arrivée au pouvoir de Marcien (r. 450-457) en Orient et la disparition de l’Empire romain d’Occident en 476, le véritable pouvoir passera aux mains de chefs militaires d’origine étrangère. Grâce à leurs chefs, Ostrogoths d’abord, Isauriens ensuite imposeront leur volonté sur le pouvoir et de Marcien (r. 450 à 457) à Anastase (r. 491-518) on assiste aux tentatives de certains empereurs comme Zénon (r. 474-491) pour se libérer de leur tutelle . L’administration devenue de plus en plus centralisée périclita; la préfecture du prétoire d’Orient sera plus ou moins laissée à elle-même et, sauf pour le paiement de tributs et les questions de défense, ce sont les conseils municipaux qui prendront charge de l’administration de leurs propres villes et des campagnes environnantes .
À la faiblesse de l’administration impériale se substitue alors une nouvelle administration, celle de l’Église qui a au cours des décennies mis en place des structures parallèles basées sur les « diocèses » dont les frontières recouvrent celles de l’administration civile. Au sein de cette Église, toutefois, des conflits s’élèvent sur la nature du Christ qui auront des répercussions politiques et diviseront la partie européenne du prétoire favorable aux décisions du concile de Chalcédoine (451) et la partie asiatique favorable aux théories monophysites (ou myaphysites).
Et alors que sous le règne de Dioclétien, existaient des sociétés distinctes, grecque en Grèce, égyptienne en Égypte et syrienne en Syrie et Mésopotamie, de cet empereur à Justinien Ier se forgera progressivement dans la préfecture d’Orient un sentiment d’appartenance basé sur une forme commune de gouvernement et de taxation, une langue d’administration (le grec), une religion majoritaire (en dépit de conflits entre les patriarches de Constantinople, d’Alexandrie et de Jérusalem), une économie de plus en plus uniformisée grâce à ses grands axes routiers et à ses ports, ainsi que certaines caractéristiques culturelles. De plus, avec la disparition de l’Empire d’Occident, l’Asie mineure cessa d’être un territoire périphérique pour devenir le cœur même de l’empire, avec pour sa défense une armée mobile forte de quelque 104 000 soldats (comitatenses), laquelle toutefois est de plus en plus formée d'éléments étrangers .

### Les réformes de Justininen
Face aux royaumes barbares à l’Ouest (wisigoth dans la péninsule ibérique, ostrogoth en Italie, vandale en Afrique et franc en Gaule) dont certains lui reconnaissent en théorie du moins une certaine souveraineté, Justinien Ier (r. 527-565) se donnera comme objectif primordial de restaurer la grandeur romaine . Toutefois, la reconquête de l’Afrique d’abord, de l’Italie ensuite seront extrêmement couteuses et durent être payées par les provinces d’Orient où la pression fiscale devint si forte que Justinien se vit forcé de multiplier les remises d’arrérages, d’autant plus qu’en Orient les Perses avaient repris Antioche et que dans les Balkans Bulgares et Sklavènes se pressaient aux portes de l’empire.
Or, négligée depuis des décennies, l’administration basée sur les provinces et les diocèses civils était en piètre état : les provinces d’Asie mineure, de Syrie et d’Égypte étaient en pleine anarchie. Les gouverneurs étaient des fonctionnaires de rangs inférieurs; la séparation entre autorités civiles et militaires avait joué au détriment de la fonction publique; l’administration fiscale, essentielle pour la gestion publique, avait cessé d’être sous leur responsabilité; la rapacité des grands propriétaires et des collecteurs d’impôt ainsi que les exactions des bandes armées contribuaient au dépeuplement des villes et à la désertion des campagnes,.
Avec son préfet du prétoire, Jean de Cappadoce, Justinien entamera en 535 une vaste réforme de l’administration qui ne sera qu’un succès partiel, se faisant souvent au cas par cas sans plan d’ensemble et qu’il devra modifier plus d’une fois dès 548.
Souvent initiées par Jean de Cappadoce qui les soumet à l’empereur, lequel les approuve et lui ordonne de les mettre en œuvre, ces réformes ont un but en commun : « l'élimination de la corruption, la redéfinition des relations entre administration civile et militaire, la simplification de l'appel judiciaire, l'accroissement du statut d'autorité des gouverneurs de province ».
Afin d’améliorer l'efficacité de l'administration locale, Justinien et Jean de Cappadoce cherchèrent d’abord à rehausser le pouvoir des gouverneurs de province en abolissant les diocèses civils, intermédiaires entre les gouverneurs et le préfet du prétoire. Pour s’assurer de leur probité, Justinien les obligera (ainsi que leurs principaux fonctionnaires) à prêter serment sur l’Évangile quant à la probité de leur administration et soumettra leurs ordonnances fiscales à l’approbation du préfet du prétoire .
La séparation entre pouvoirs civil et militaire, considérée jusque-là comme la norme depuis Constantin, dut aussi être abandonnée dans le cas de provinces que la rivalité entre le praeses civil et le dux militaire rendaient impossible à gouverner. Là encore l’empirisme fut de mise. Certaines provinces comme la Pisidie, la Lycaonie, la Paphlagonie et la Thrace recevront un gouverneur unique doté de pouvoirs militaires, administratifs et juridiques. Les titres des gouverneurs varieront également, certains étant désignés comme « préteurs » ou « proconsuls » (ancienne Rome), « comtes justiniens » ou « modérateur » (« harmoste », titre tiré de l’histoire grecque) .
Réagissant à la tendance courante depuis le IVe siècle de créer des provinces de plus en plus petites mais de plus en plus nombreuses, Justinien réunit plusieurs provinces en une seule. Ainsi, il devait créer en 536 la questura exercitus formée par les provinces de Basse Mésie et Basse Scythie (diocèse de Thrace) et des provinces de Chypre, Carie et des Iles de l’Égée (diocèse d’Orient). Ces provinces furent placées sous l’autorité d’un quaestor exercitus (questeur de l’armée) dont l’autorité était équivalente à celle d’un magister militum . Le but était probablement d’assurer l’approvisionnement des troupes qui y étaient stationnées en reliant ces territoires pauvres aux provinces plus riches de l’empire par la mer Noire.

### Le développement des thèmes

Les thèmes en Asie Mineure vers 750.

Tout comme il est difficile de préciser à quel moment la fonction de préfet du prétoire s’était transformée en un territoire administratif, il est difficile d’établir à quel moment les thèmes remplacèrent les provinces et la préfecture du prétoire. Il est probable toutefois que la progression fut graduelle, s’ajustant aux régions et aux époques en fonction des impératifs du moment et que les anciennes structures subsisteront pendant des années aux côtés des nouvelles .
À la fin du VIe siècle et au début du VIIe siècle, l'Empire byzantin subit l’assaut des Perses au sud et à l'est lesquels s’emparèrent des possessions byzantines de Syrie, d’Égypte et d’Anatolie pendant que les Slaves et les Avars attaquent l'Illyrie, la Thrace, la Macédoine et même parfois le Péloponnèse . La population des cités, devenues base de l’organisation administrative et politique du monde romain, diminua , le trésor impérial se vida et les généraux accèdent au trône avec Tibère II (r. 578 -582) .
Depuis Dioclétien et Constantin, l’armée était essentiellement divisée entre les corps de troupes protégeant les frontières (limitanei) sous le commandement d’un dux (pl. duces) et une armée de campagne (comitatenses) sous le commandement d’un magister militum. Selon Georg Ostrogorsky, il reviendrait à Héraclius (r. 610-641), se basant sur l’expérience des exarchats de Ravenne et de Carthage créés par Justinien, d’avoir substitué au système antérieur où existait une nette séparation entre pouvoir civil et militaire, une nouvelle organisation administrative où ces deux pouvoirs seraient entre les mains d’un strategos, chef militaire aidé d’un proconsul du thème pour l’administration civile. La défense du territoire devait être assurée par des paysans-soldats qui se voyaient attribuer des terres pour leur subsistance en retour de quoi chaque famille recevant un lot devait fournir et équiper un soldat. Peu à peu, le nom de ces corps de paysans-soldats (sing. « thema »; pl. « themata ») en vint à désigner l’endroit où ils étaient situés . Plus près de nous, l’historien Warren Treadgold fait plutôt remonter la création des thèmes à Constant II Héraclius (r. 641-668) qui aurait réorganisé l’armée entre 659 et 662, fixant en Anatolie (dont l’ensemble du territoire devait maintenant être défendu) les armées jusque-là mobiles, lesquelles troquèrent leur nom latin contre un nom grec, maintenant langue de l’administration. Ainsi les troupes défendant l’empereur, jusque-là appelées Obsequium (suite, entourage) devinrent le thème de l’Opsikion. L’armée d’Arménie devint le thème des Arméniaques; l’armée d’Orient, le thème des Anatoliques; l’armée de Thrace, le thème de Thrace. Il créa également un corps de marine, les Carabisiens (de karabis, nom grec pour navire) basé en Grèce et dans les Iles Grecques remplaçant la questura exercitus .
Pour sa part le byzantiniste Andrew Louth propose une évolution graduelle plutôt qu’une réorganisation unique et planifiée. À Constantinople le préfet du prétoire perdit graduellement de ses pouvoirs au profit de nouveaux départements spécialisés (sekreta) dirigés par des logothètes (« logothète du Drome », « logothète des affaires générales » [genikon], « logothète militaire [stratiotikon] »), deux trésoriers (« chartoularios du sakellikon [fonds publics et œuvres charitables] » et « chartoularios du vestiaron » [monnaie et arsenal] ») ainsi que du préfet de la Ville ; dans les provinces, l’administration militaire prenait une importance vitale, l’armée byzantine se retranchant en Anatolie devant l’avancée des Arabes de Mu’awiya qui traversait l’Asie mineure en direction de Constantinople, forçant Constant II à se réfugier à Syracuse. La nécessité d’approvisionner cette armée en nourriture et en équipement firent doter les strategoi de pouvoirs et d’un corps de fonctionnaires supérieur à celui de l’administration civile déficiente. Il est ainsi probable qu’ancienne et nouvelle administrations se superposèrent pendant des années avant que la première ne disparaisse, remplacée par la deuxième. Même si on trouve des mentions de « strategoi » et de « thèmes » au VIIe siècle, on fait encore mention de « provinces » (eparchai), de « gouverneurs » et de « magister militum » pendant une bonne partie du VIIIe siècle. Il semble ainsi que les provinces ne servaient plus que de circonscriptions pour la collecte des taxes et la répartition des magasins d’État .
Le dernier préfet du prétoire connu, Constantin Lardys, fut en poste sous l’empereur Maurice (r. 582-602); toutefois, le titre de préfet du prétoire d’Orient est encore mentionné en 629 dans une novelle émise à Jérusalem sur la situation du clergé et on trouve le préfet du prétoire et le questeur à côté des éparques d’un thème dans le Livre des Cérémonies de Constantin VII, au sujet d’une cérémonie se déroulant au IXe siècle, bien qu’il soit impossible d’établir s’il s’agissait alors d’une fonction dotée de tâches précises ou seulement d’un titre. John Haldon pour sa part, se basant sur l’étude de sceaux et de références dans le Taktika, a pu établir la survie du système d’administration civile provinciale au sein du système des thèmes, possiblement sous la supervision du préfet de Constantinople, jusque dans les années 840.

## Subdivisions territoriales
Sauf pour le diocèse d’Égypte, les diocèses et provinces de la préfecture du prétoire d’Orient demeurèrent relativement stables, si l’on tient compte des invasions qui enlevèrent diverses provinces à l’Empire byzantin pour les rattacher aux empires voisins. La liste ci-après est celle que l’on retrouve dans la Notitia dignitatum (425-433) et donne un portrait de la situation au début du Ve siècle.

### Diocèse de Thrace

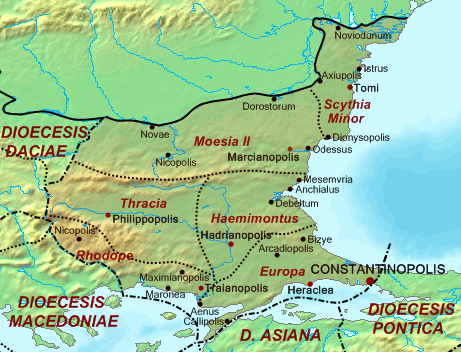
Carte du diocèse romain de Thrace après la réorganisation de Dioclétien.

Le diocèse de Thrace (314-535), à l’extrémité Est des Balkans, arrière-pays européen de Constantinople, regroupe les provinces suiivantes :
- Europa (Europe (province romaine), à peu près la Turquie d’Europe,
- Thracia (Thrace (province romaine)), sud-est de la Roumanie, centre et est de la Bulgarie, et Thrace grecque et turque,
- Haemimontium (Hémimont), antique région de Thrace autour de l’actuelle Édirne,
- Rhodopa (Rhodope (province romaine)), rivages septentrionaux de la mer Égée et  massif des Rhodopes,
- Moesia Inferior / "Moesia Secunda" (Mésie seconde), province romaine de Mésie inférieure (de), région sur le cours inférieur du Danube, aujourd’hui dans les actuelles Serbie, Bulgarie (nord), Macédoine (nord) et Roumanie (Dobroudja),
- Mikrá Skythia (Scythie Mineure), région entourée par le Danube au nord et à l'ouest et par la mer Noire à l'est, à cheval sur les actuelles Roumanie et Bulgarie.

### Diocèse d'Asie

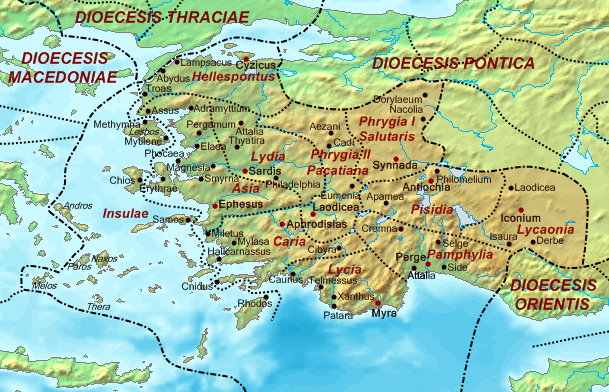
Carte du diocèse d’Asie vers 400.

Le diocèse d'Asie (324-535), Asie mineure, ou Anatolie, englobant surtout l’ancienne province d’Asie (de -133 à 293), concentré sur la riche partie occidentale de la péninsule le long de la mer Égée, regroupe :

#### Ouest
- Asie (de -146/133 à 293, 295-?, proconsulaire), région située en bordure de la mer Égée, capitale Pergame (Bergama) puis Éphèse (Selçuk (İzmir)),
- province romaine des Îles, archipel des Îles Égéennes (moins la Crète et quelques autres), métropole Rhodes,

#### Nord
- Mysie, région bordée par la mer de Marmara au nord, et par la mer Égée à l'ouest, futur thème d'Opsikion (640c-750/1230), villes de Pergame, Cyzique, Lampsaque, Nicomédie,

#### Intérieur
- Lycaonie, région limitée par la Cappadoce au nord-est, la Galatie au nord, la Phrygie au nord-ouest, l'Isaurie à l'ouest et la Cilicie au sud-est, capitale Iconium (Konya),
- Phrygie, région située entre la Lydie et la Cappadoce, sur la partie occidentale du plateau anatolien, redécoupée en
  - Phrygie Salutaire à l'est, avec pour capitale Synnada (Şuhut),
  - Phrygie Pacatienne, à l'ouest, avec pour capitale Laodicée du Lycos (Denizli),
- Pisidie, région située entre la Phrygie au nord, l'Isaurie à l'est, la Pamphylie au sud-est, la Lycie au sud, la Carie au sud-ouest et la Lydie au nord-ouest dont les frontières ont beaucoup varié, villes de Termessos et Sagalassos,

#### Sud
- Pamphylie (de -133 à 74, -303), région située entre la Lycie à l'ouest, la Cilicie à l'est, la Pisidie au nord et la Méditerranée au sud, capitale Pergé (Aksu (Antalya)) puis Antalya,
- Carie, région correspondant à l'actuelle région de Bodrum au sud-ouest de la Turquie,
- Lycie, région au sud de la Lydie, bordée à l'ouest par la Carie, et à l'est par la Pamphylie, au nord par la Pisidie, province romaine de Lycie et Pamphylie (it) (de 74 à 1071, capitale Antalya et Sidé)
- Lydie (capitale Sardes), région occidentale de l'Asie Mineure, bordée au nord par la Mysie, au sud par la Carie, à l'ouest par l'Ionie et à l'est par la Phrygie, intégrée dans la province romaine d'Asie.

### Diocèse du Pont

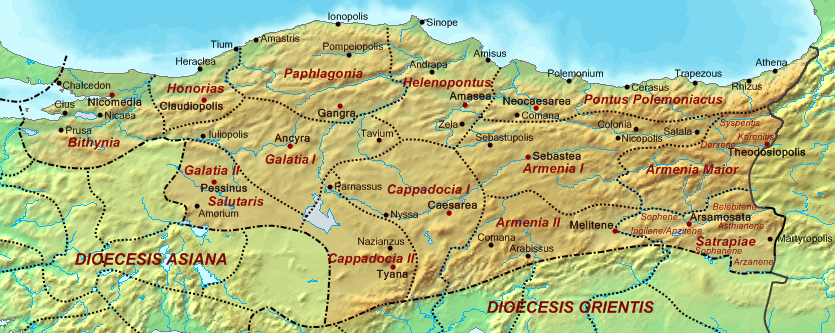
Le diocèse du Pont en 400.

Le diocèse du Pont, regroupe les provinces du nord et du nord-est de l’Asie mineure jusqu’à la frontière avec l’Empire sassanide en Arménie :
- Bithynie ( de -74/64 à 295),
- Paphlagonie (de -65 à 295, 295-650c),
- Galatie (de -25 à 670),
- Cappadoce (de -74 à 253/293) redéfinie en
  - Cappadoce première (295-650c),
  - Cappadoce seconde (295-650c),
- Diospontus (295-) ou Hélénèpont, capitale Amasya (Amasée)
- Pont Polémoniaque (395-?), capitale Sidé,
- Province romaine d'Arménie (en) (114-118), partie de l'Arménie occidentale, devenant protectorat, ensuite éclaté en 
  - Arménie première, Arménie Mineure , ou Petite-Arménie, Armenia Minor, Armenia Inferior,
  - Arménie seconde, frange sud de l'Arménie (Arabissos, Cucusus (Göksun), Mélitène (Malatya), Ariarathia, Comana de Cappadoce...
  - puis Armenia Tertia (III) (536) et Armenia IIII (536).
  - La Sophène (Arménie IV), avec pour capitale Amida (Diyarbakır), sous le nom de Satrapies arméniennes, étant rattachée au diocèse d'Antioche.

Sous le règne (379-395) de Théodose le Grand, deux provinces sont démembrées :
- la Bithynie divisée entre la "nouvelle Bithynie" et l'Honoriade (380-535),
- la Galatie, divisée en Galatie Prima (Galatie première) et Galatia salutaris (Galatie seconde, ou Galatie Salutaire).

### Diocèse d'Orient / d'Antioche

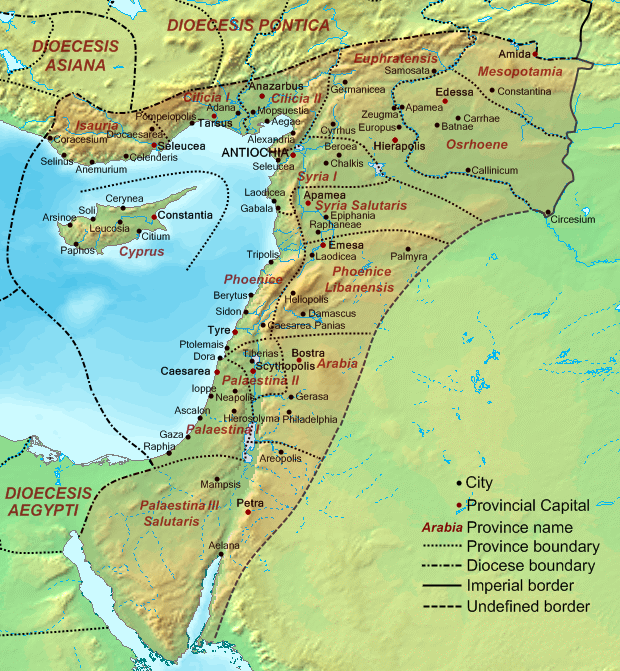
Le diocèse d’Orient en 400.

Le diocèse d’Orient (en latin Dioecesis Orientis) ou diocèse de l’Est (en grec Διοίκησις Ἑῴα) ou diocèse d'Antioche, constituant l’un des territoires les plus importants de l’empire des points de vue commercial, agricole, religieux et intellectuel, avec une importance stratégique énorme face à l’Empire sassanide et aux tribus agitées du désert :
- Arabie (106-630c) ou Arabia Petraea, capitales Pétra puis Bosra,
- Palestina Prima ou Palestina I (au sud, comprenant Jérusalem) (390-636, Césarée),
- Palestina Secunda ou Palestina II (au nord) (390-636, Scythopolis (Beït Shéan)),
- Palaestina Salutaris (en) (incluant la région du Négev et du Sinaï) (390-636, Pétra),
- Syrie première (395-630c, métropole Antioche-sur-l’Oronte puis Théodoriade (528-630c))
- Syrie (province romaine) (de -64 à 197/198, Antioche), Syrie II
- Cœlé-Syrie (province romaine) (198-395c), Antioche)
- Syrie-Phénicie (province romaine) (194-395c) : Phénicie maritime (395-635, Tyr), Phénicie libanaise (395-635, Émèse (Homs)), et Théodoriade (Laodicée-sur-Mer-Lattaquié en Syrie) à partir de 528,
- Euphratèse (341-650c, Cyrrhus puis Hierapolis Bambyce (Manbij))
- Osroène (214-637, Édesse (Osroène) (Şanlıurfa)), formée après l’absorption du royaume du même nom et servant de frontière avec l’Empire sassanide,
- Mésopotamie (116-117, 198-363, -636), région disputée entre Rome et les Parthes d’abord, l’Empire sassanide par la suite, capitale Amida (Diyarbakır) puis Nisibis (Nusaybin),
- Cilicie (région située sur la Méditerranée, au sud de la Turquie d’aujourd’hui) : province romaine de Cilicie (en) (de -64 à 297), divisée en Cilicie I et Cilicie II (Cilicia Prima (capitale Tarse, Turquie), Cilicia Secunda (capitale Anazarbus, Turquie) et Cilicia Aspera / Isauria (capitale Seleucia), 297-700c).
- Isaurie (de -78/76 à 295, 295-650c, Isaura Palaea (Zengibar, Konya)), région située sur les monts Taurus dans l’actuelle Turquie, entre la Phrygie (au nord), la Cilicie (au sud), la Lycaonie (à l’est) et la Pisidie (à l’ouest),
- Chypre (de -58 à 688, Paphos).

### Diocèse d'Égypte

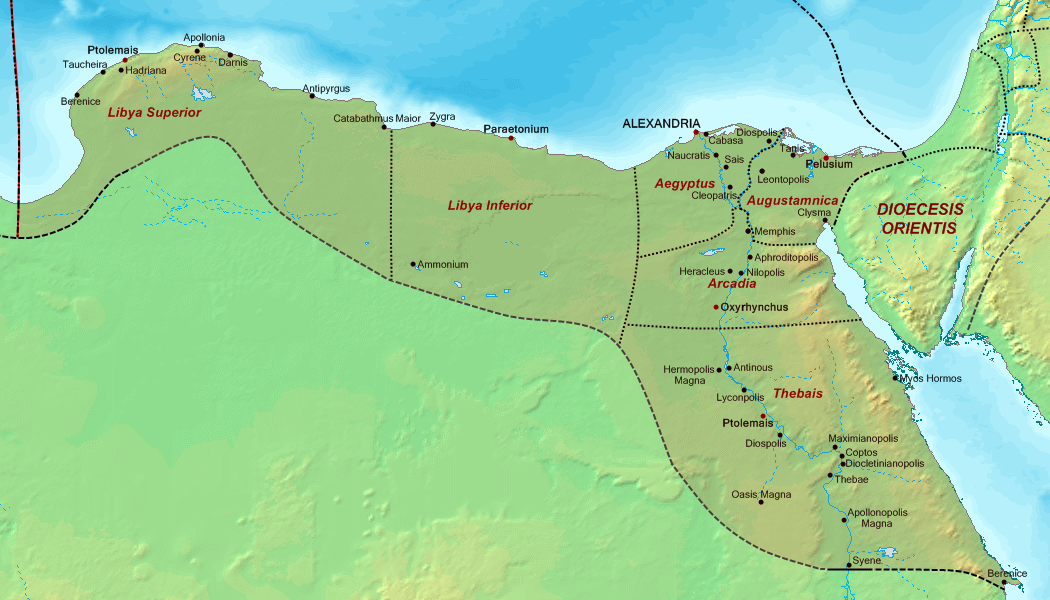
Le dioclèse d’Égypte vers 400.

Le diocèse d'Égypte (380-539, Alexandrie) gère les provinces d’Égypte et de Cyrénaïque. Contrairement aux autres, son gouverneur porte le titre traditionnel de praefectus augustalis et non de vicaire. Faisant originellement partie du diocèse d’Orient, il devient une entité distincte, jusqu’à sa conquête par les Arabes dans les années 640).
L’Égypte elle-même est alors formée de quatre provinces :
- l’Égypte proprement dite, Basse Égypte autour d’Alexandrie, d’abord appelée Aegyptus Iovia (litt : de Jupiter, c.à.d. de l’Auguste Dioclétien), par la suite divisée en deux provinces,
- l’Augustamnique (315-641, Péluse (Pelusium, Pelousion (Πηλούσιον), Sin, Seyân, Tell el-Farama), d’abord nommée Aegyptus Herculia (litt : d’Hercule, hommage au césar Maxime), comprenant le reste de la Basse Égypte ainsi que la partie orientale du Delta du Nil (les 13 villes), également divisée par la suite en deux provinces, Augustamnica Prima (Nord) et Augustamnica Secunda (Sud),
- la Thébaïde ou Haute Égypte, comprenant la Nubie au sud de Philae, par la suite divisée en deux provinces : "Thébaïde supérieure" (latin Thebais Superior, grec Ἄνω Θηβαΐς / Anō Thēbaïs, capitale Thèbes) et "Thébaïde inférieure" (latin Thebais Inferior, grec Θηβαΐς Ἐγγίστη / Thēbaïs Engistē, capitale Ptolemaïs).
- l’Arcadie d'Égypte (en), créée à la fin du IVe siècle sous l’empereur Arcadius, entre l’Augustamnique et la Thébaïde, avec pour capitale Oxyrhynchos (Haute-Égypte).

Outre l’Égypte, le diocèse comprend l’ancienne province de Cyrénaïque à l’est de la Libye d’aujourd’hui (Libye romaine), par la suite divisée en deux provinces :
- La Libye supérieure (de -74 à 643) ou Libye de la Pentapole (litt : des cinq villes) avec comme capitale Cyrène, puis Ptolémaïs (Égypte),
- La Libye inférieure ou Libye sicca ou Marmarique à cheval sur la frontière entre la Libye et l’Égypte actuelles. Elle devient province romaine Crète et Cyrénaïque (de -20 à +297, capitale Gortyne, Crète).

## Liste des préfets
- Pompeius Probus
- Evagrius (326-337)
- Abalbius (329-337/338)
- Septimus Acindynus (338-340)
- Flavius Philippus (344-351)
- Thalassius (?-354)
- Domitianus (354)
- Strategius Musonianus (354-358)
- Flavius Hermogenes (358-360)
- Helpidius (360)
- Saturninius Secundus Salutius (361)
- Nébridius
- Domitius Modestus (369-377)
- Quintus Clodius Hermogenianus Olybrius (379)
- Néoterius (380-381)
- Florus (381-383)
- Cynegius Maternus (384-388)
- Eutolmius Tatianus (388-392)
- Flavius Rufinus (392 – 395)
- Césaire (395– 397)
- Eutychianus (397 – 399)
- Aurélien (399)
- peut-être Eutychianus (399 – 400)
- Césaire (400-403)
- Eutychianus (404-405)
- Anthémius (405-414)
- Monaxius (414)
- Aurélien (deuxième mandat, 414-416)
- Monaxius (deuxième mandat, 416 - 420)
- Eustache (420-422)
- Asclépiodote (423-425)
- Aetius (425)
- Hierius (premier mandat, 425-428)
- Flavius Florentius (premier mandat, 428-429)
- Cyrus de Panopolis (429-431)
- Rufinus (431-432)
- Hierius (deuxième mandat, 432)
- Flavius Taurus (premier mandat, 433-434)
- Anthemius Isidorus (435-436)
- Darius (436-437)
- Flavius Florentius (deuxième mandat, 438-439)
- Cyrus de Panopolis (deuxième mandat 439-441)
- Thomas (442)
- Apollonius (442-443)
- Zoilus (444)
- Hermocrate (444)
- Flavius Taurus (2e fois, 445)
- Flavius Constantin (premier mandat, vers 447)
- Antiochos (448)
- Flavius Florentius Romanus Protogenes (448-449)
- Hormisdas (449-450)
- Palladius (450-455)
- Flavius Constantin (deuxième mandat, 456)
- Flavius Constantin (troisième mandat, 459)
- Flavius Antoninus Messala Vivianus (459-460)
- Pusaeus (465)
- Amasius (vers 469)
- Epinicus (vers 475)
- Matronianus (491)
- Hiérius (494-496)
- Euphémius (496)
- Polycarpe de Béryte (498)
- Constantin (premier mandat, 502)
- Appion (503)
- Léonce (503-504)
- Constantin (deuxième mandat, 505)
- Eustache (505-506)
- Zoticus (511-512)
- Marinus (premier mandat, vers 512-515)
- Serge (517)
- Marinus (deuxième mandat, 519)
- Démosthène (520-524)
- Archélaüs (524-527)
- Basilidès (vers 527)
- Atarbe (vers 528)
- Iulianus (530-531)
- Jean de Cappadoce (premier mandat, 531-532)
- Phokas (533)
- Jean de Cappadoce (deuxième mandat, 533-541)
- Flavius Comitas Theodorus Bassus (premier mandat, vers 541)
- Pierre Barsymès (premier mandat, 543-546)
- Flavius Comitas Theodorus Bassus (deuxième mandat, vers 548)
- Addaeus (vers 551)
- Héphaïstos (551-552)
- Aréobinde (vers 553)
- Pierre Barsymès (deuxième mandat, 555-562)
- Diomède (vers 572)
- Georgius (vers 598)
- Constantin Lardys (vers 602)